# 1768 год в музыке

## События
- Вольфганг Амадей Моцарт и его семья проживали в Вене до декабря.
- Антонио Саккини возвратился в Венецию, чтобы стать директором консерватории Оспедалетто.
- Джузеппе Тартини поразил инсульт.
- Михаэль Гайдн женится на певице Марии Магдалине Липп (нем. Maria Magdalena Lipp), дочери придворного органиста.
- Джеймс Хук[англ.] назначен композитором Marylebone Gardens[англ.].

## Классическая музыка
- Йозеф Гайдн — Applausus.
- Вольфганг Амадей Моцарт — Symphonies no 7 and 8.
- Луиджи Боккерини — Cello Concerto in D Major.
- Муцио Клементи — Sonata for Harpsichord in G major.
- Джон Гарт[англ.] — Six Sonatas for the Harpsichord, piano forte and organ with accompanyments for two violins and a violincello, Op. 2.
- Йозеф Мысливечек — Šest symfonických orchestrů, opus 2.

## Популярная музыка
- Джон Дикинсон написал слова для «Песни свободы» (англ. The Liberty Song), которая считается первой американской патриотической песней. Для неё он использовал музыку к традиционной британской песни «Сердца дуба[англ.]» (англ. Heart of Oak).

## Опера
- Вольфганг Амадей Моцарт — «Бастьен и Бастьенна» (первая опубликованная опера) и «Притворная простушка» (итал. La finta semplice).
- Йозеф Гайдн — «Аптекарь» (итал. Lo speziale).
- Никколо Йомелли — «Фаэтон» (итал. Fetonte).
- Джованни Паизиелло — «Олимпия» (итал. Olimpia).
- Николо Антонио Дзингарелли — I quattro pazzi.
- Андре Гретри — «Самнитские браки[англ.]»

## Родились
- 12 марта — Каролюс Антониус Фодор[нидерл.], нидерландский пианист, дирижёр и композитор (умер в 1846).
- 7 апреля — Карл Теодор Тоэски (нем. Karl Theodor Toeschi), немецкий композитор итальянского происхождения (умер в 1843).[1][2]
- 6 июля — Иоганн Георг Генрих Бакофен — немецкий кларнетист, арфист, композитор и музыкальный педагог (умер в 1830).
- 20 июля — Франц Антон Шуберт, немецкий церковный музыкант и композитор, служивший в Католической придворной церкви Дрездена (умер в 1824).
- 31 июля — Прасковья Ковалёва-Жемчугова, русская актриса и певица, крепостная графов Шереметевых (умерла в 1803).
- 1 сентября — Карл Бернхард Вессели[нем.], немецкий композитор, дирижёр и капельмейстер принца Генриха Прусского (умер в 1826).
- 12 сентября — Бенджамин Карр[англ.], американский композитор, певец, педагог и музыкальный издатель (умер в 1831).
- 14 сентября — Георг Иоганн Шинн (нем. Georg Johann Schinn), немецкий композитор, альтист в Придворной капелле Мюнхена (умер в 1833).[3]
- 21 сентября — Луи Эмманюэль Жаден, французский композитор, скрипач, клавесинист, пианист и педагог (род. в 1853).
- 2 ноября — Карл Бонавентура Вицка[нем.], немецкий католический священник и композитор (умер в 1848).
- 24 ноября — Жан Энгельберт Повельс (Jean-Engelbert Pauwels), бельгийский скрипач, композитор и капельмейстер (умер в 1804).[4]
- 5 декабря — Иоганн Баптист Хеннеберг[нем.], австрийский композитор, пианист, органист и капельмейстер (умер в 1822).
- дата неизвестна — Гаэтано Кривелли[итал.], итальянский оперный певец-тенор (умер в 1836).

## Умерли
- 1 января — Иоаннес Лаурентиус Крафт[фр.], писатель и поэт, писавший на голландском и французском языках (род. в 1694).
- 13 января — Пьер Габриэль Бюффарден, французский флейтист и педагог, много лет игравший партию первой флейты в придворном Дрезденском оркестре (род. в 1689).
- 28 января — Джон Уэйнрайт (англ. John Wainwright), английский церковный органист и композитор (род. в 1723).
- 3 марта — Никола Порпора, итальянский композитор и педагог, представитель неаполитанской оперной школы (род. в 1686).
- 14 марта — Вигилио Блазио Файтельо (итал. Vigilio Blasio Faitello), итальянский композитор (род. в 1710).[5]
- 6 июля — Иоганн Конрад Байссель[англ.], американский религиозный лидер и автор гимнов немецкого происхождения (род. в 1691).
- 11 июля — Хосе де Небра[англ.], испанский композитор и органист, отец композитора и главного органиста Севильского кафедрального собора Мануэля Бласко де Небра (род. в 1702).
- 28 октября — Мишель Блаве, французский флейтист и композитор (род. в 1700).
- 31 октября — Франческо Мария Верачини, итальянский композитор и скрипач эпохи позднего барокко (род. в 1690).
- 1 ноября — Пьер (Питер) ван Мальдере[англ.], фламандский скрипач и композитор (род. в 1729).
- дата неизвестна — Феликс Бенда[чеш.], чешский композитор и органист, член известной семьи чешских музыкантов и композиторов Бенда (умер в 1708).